# Anna Schivazappa
Anna Schivazappa, née à Padoue (Italie), est une mandoliniste classique et chercheuse musicologue italienne.

## Biographie
Originaire de Padoue, en Italie, Anna Schivazappa entreprend à l'âge de treize ans, une formation musicale au conservatoire national de musique de sa ville natale, et notamment un cursus de mandoline auprès d’Ugo Orlandi jusqu'à la réussite de son diplôme en 2006. Elle s'initie également à la musique baroque lors des master classes de la Fondation Italienne pour la Musique Ancienne à Urbino. Par la suite, elle se rend à Paris afin de poursuivre ses études à l’Université Paris-Sorbonne, y obtenant en 2015 un master en interprétation de la musique baroque sur les sonates pour mandoline et basse continue au XVIIIe siècle, avec mention très bien.
Spécialiste des mandolines anciennes, elle crée en 2012 l’ensemble Pizzicar Galante avec le claveciniste  Fabio Antonio Falcone, afin d’améliorer la diffusion du répertoire de ces instruments. Elle propose en particulier une nouvelle approche des sonates de Domenico Scarlatti. Elle se produit régulièrement au sein de festivals en Europe et à l’étranger. Elle joue une mandoline napolitaine signée « Antonius Vinaccia » datant de 1768.
Depuis 2016, elle est doctorante à l’Institut de Recherche en Musicologie (IReMus) et donne des masterclasses, ainsi que des conférences et des séminaires, notamment à la Philharmonie de Paris, l’Université nouvelle de Lisbonne, l'Académie de musique et de théâtre de Lituanie et le conservatoire Giuseppe Verdi de Milan. En juin 2018, l’Académie Arts-Sciences-Lettres de Paris lui décerne une médaille pour sa contribution à la redécouverte et à la diffusion du répertoire de la mandoline baroque. Par ailleurs, la Bibliothèque nationale de France la sélectionne en tant que musicienne-chercheuse associée pour 2017-19.

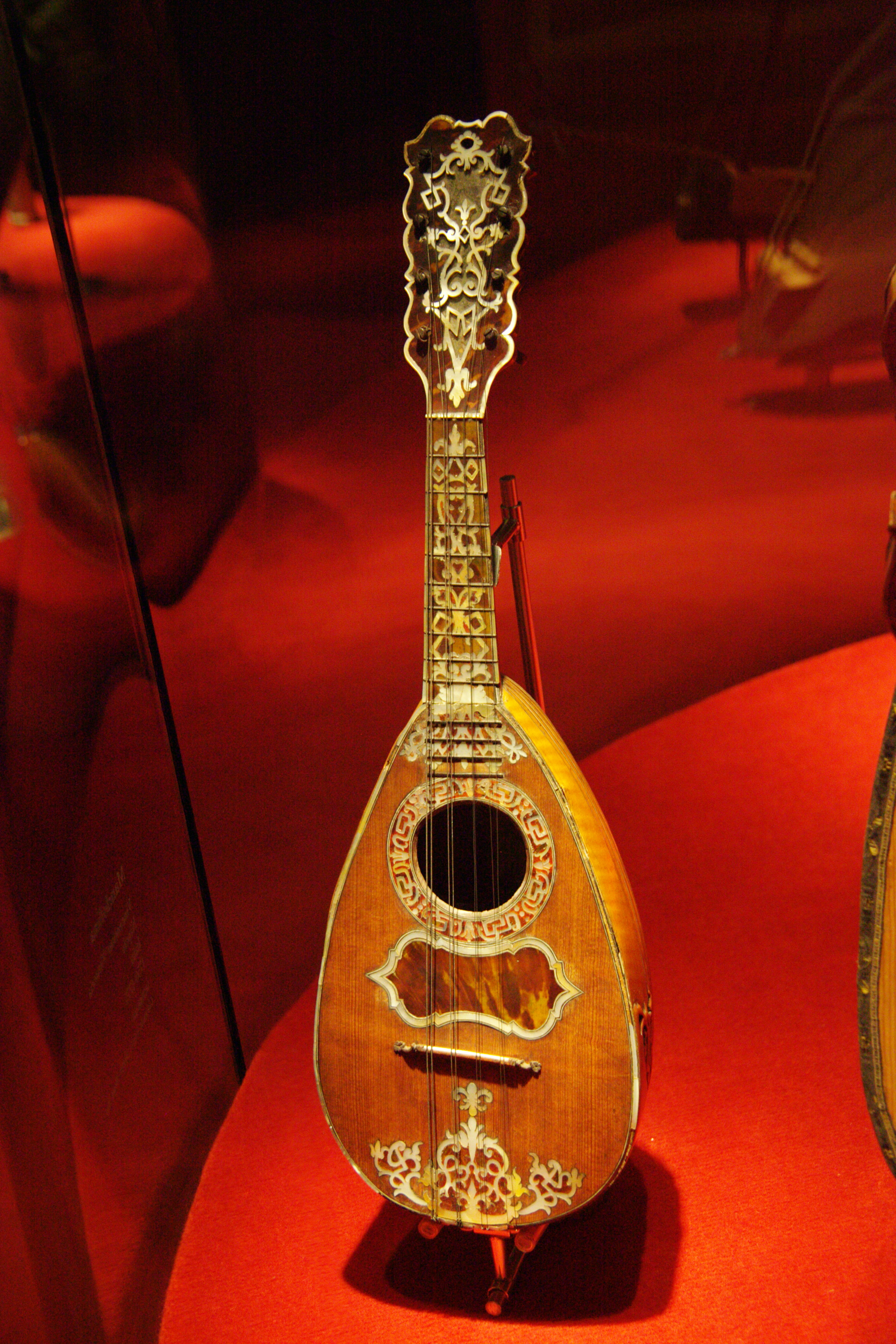
Mandoline de Vincenzo Vinaccia (entre 1767 et 1784).
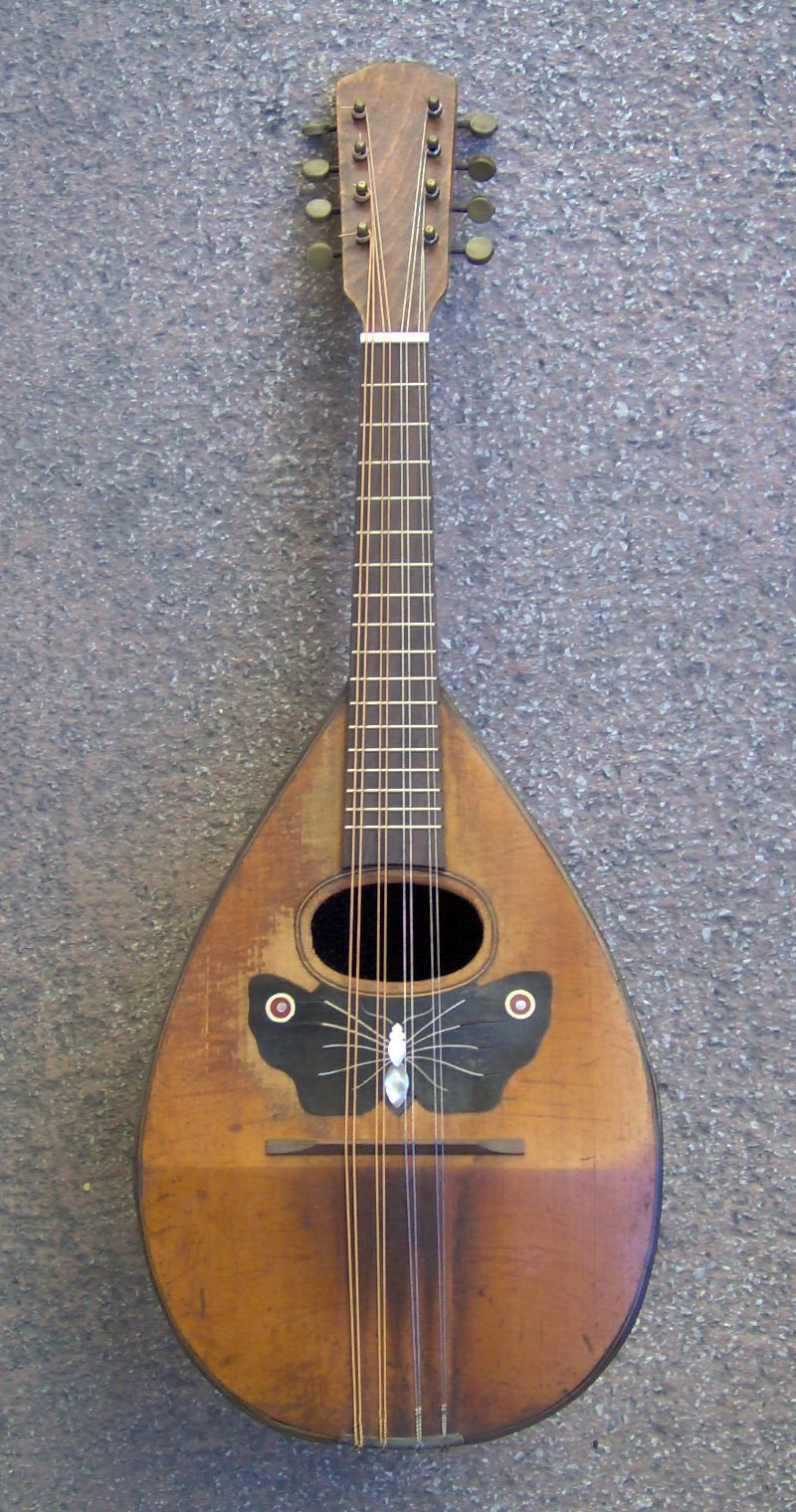
Mandoline napolitaine moderne.

## Discographie
Anna Schivazappa enregistre deux disques avec l'Ensemble Pizzicar Galante :
- 2016 : Robert Valentine (it). Complete mandolin sonatas, Brilliant Classics[6], nommé aux International Classical Music Awards 2017[7]
- 2019 : Domenico Scarlatti. Mandolin sonatas, Arcana[8],[7],[9].

## Publications
- « Une nouvelle source des sonates K. 17, 53, 68, 101, 106, 112 et 140 de Domenico Scarlatti », Revue de Musicologie, Paris, Société française de musicologie, Tome 103/1 (2017), p. 185-202.
- Compte rendu du livre Reflections of an American Harpsichordist. Unpublished Memoirs, Essays, and Lectures of Ralph Kirkpatrick, ed. Meredith Kirkpatrick, Rochester University Press, 2017, Revue de Musicologie, Paris, Société française de musicologie, Tome 105/1 (2019), p. 215-217.
- Livret du CD Roberto Valentini : complete mandolin sonatas, Brilliant Classics 95257, 2016.
- Livret du CD Domenico Scarlatti : mandolin sonatas, Arcana A115, sortie le 24 mai 2019.